# Tomáš Pajonk
Tomáš Pajonk (* 11. srpna 1981 Havířov) je český politik a podnikatel, v letech 2017 až 2019 předseda Strany svobodných občanů, předtím v letech 2013 až 2015 místopředseda strany. V letech 2016 až 2020 byl zastupitelem Zlínského kraje.

## Život a politické působení
Vystudoval Vysokou školu ekonomickou v Praze, kde získal inženýrský titul v oboru Matematické metody v ekonomii. V roce 2009 založil firmu Solvertech, která se zabývá vývojem software pro optimalizaci dopravy. Členem Svobodných a krajským předsedou se stal v roce 2012. O rok později byl zvolen místopředsedou strany. Předsednictvo jej pověřilo dohledem na kampaň k volbám do Evropského parlamentu 2014.
Ve volbách do Evropského parlamentu v roce 2014 kandidoval za Svobodné na 3. místě jejich kandidátky, ale neuspěl. Ve volbách do krajského zastupitelstva Zlínského kraje v roce 2016 utvořili zlínští Svobodní pod Pajonkovým vedením koalici se Stranou soukromníků ČR a Pajonk byl zvolen krajským zastupitelem. Ve volbách v roce 2020 již nekandidoval.
Po volbách do Poslanecké sněmovny PČR v roce 2017, které dopadly pro Svobodné neúspěšně (získali jen 1,56 % hlasů), rezignovalo dosavadní vedení strany. V nové volbě předsedy v listopadu 2017 zvítězil a porazil tak i Petra Macha. Funkci předsedy strany zastával do října 2019.
Ve volbách do Evropského parlamentu v květnu 2019 kandidoval jako člen Svobodných na 2. místě kandidátky subjektu s názvem „Svobodní, Liberland a Radostné Česko - ODEJDEME BEZ PLACENÍ“, ale nebyl zvolen.
V roce 2019 neobhájil mandát předsedy strany (nahradil ho Libor Vondráček) a Pajonk se z vedení stáhl a následně i stranu opustil.

## Postoje
Pravo-levé rozdělení považuje za přežité; sám sebe považuje spíše za libertariána- Minarchistu. Kritizuje Evropskou unii, která podle Pajonka není reformovatelná. Kritizoval Holešovskou výzvu. Distancoval se od Akce D. O. S. T. Navrhuje zakázat orgánům státní správy propagovat sebe sama, protože jde o nepotřebné plýtvání. Stát podle něj „není komerční firma“ a „nemá se co propagovat“.
Pro Pajonka je „rodina více než stát“ a byl by raději, kdyby stát do rodinných záležitostí vůbec nezasahoval.
V lednu 2014 polemizoval s Petrem Hájkem, který Pajonka za výrok „rodina je více než stát“ kritizoval, neboť podle Hájka je stát potřebný k ochraně rodiny. Navíc se Pajonk vyjádřil, že homosexuálové mají stejná práva, jako ostatní lidé, čímž měl zaútočit na tradiční rodinu, neboť podle Hájka je politickým cílem „homosexualistického hnutí“ destrukce tradiční rodiny. Pajonk reagoval, že rodina nepatří státu, a jsou to naopak státní zásahy do rodiny a snaha rodinu chránit, které rodiny rozbíjejí. Zbytečné útoky na homosexuály z nich podle Pajonka dělají utlačovanou menšinu, což dává munici různým levicovým aktivistům, aby se mohli pasovat na ochránce lidských práv.

## Osobní život
Je ženatý a má pět dětí. Žije ve Veselé v blízkosti obce Zašová (okres Vsetín).